# Scoliosorus

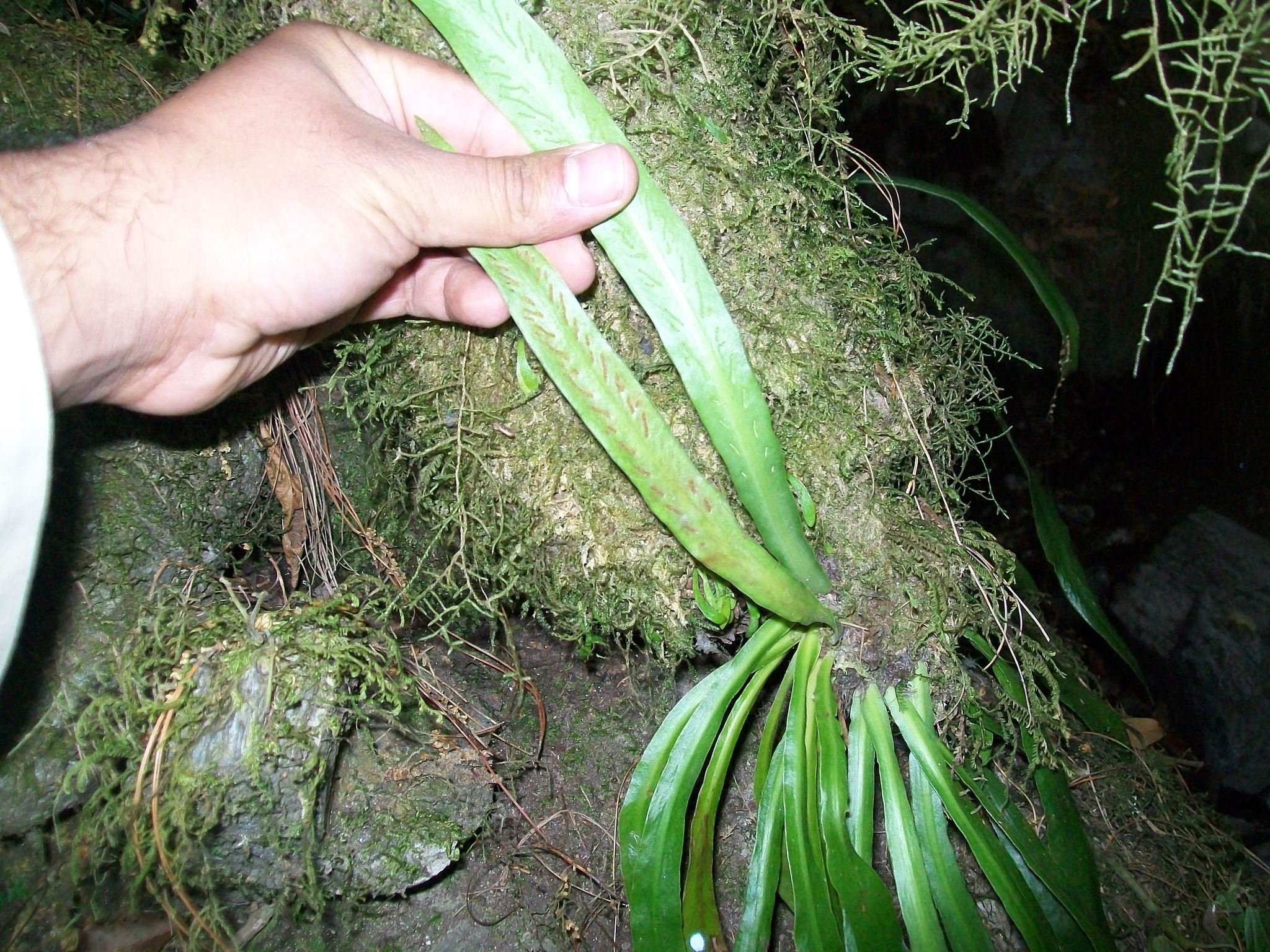
Scoliosorus ensiformis en Mexico

Scoliosorus es un género de helechos con tres especies aceptadas, perteneciente a la familia Pteridaceae. Es originaria de América.

## Taxonomía
Scoliosorus fue descrito por Thomas Moore (botánico) y publicado en Index Filicum xxix. 1857. La especie tipo es: Scoliosorus ensiformis (Hook.) T. Moore. 

## Especies
A continuación se brinda un listado de las especies del género Scoliosorus aceptadas hasta abril de 2012, ordenadas alfabéticamente. Para cada una se indica el nombre binomial seguido del autor, abreviado según las convenciones y usos:
- Scoliosorus boryanus (Willd.) E.H. Crane
- Scoliosorus ensiformis (Hook.) T. Moore
- Scoliosorus mannianus (Hook.) E.H. Crane